# Yahcuroo Roemer
Yahcuroo Roemer (Amsterdam, 22 juli 2001) is een Nederlands voetballer van Surinaamse afkomst die doorgaans speelt als vleugelaanvaller.

## Clubcarrière
Roemer werd in Amsterdam geboren en vertrok na de scheiding van zijn ouders op 3-jarige leeftijd met zijn moeder naar Limburg. Hij begon als voetballer bij Venlosche Boys en doorliep vervolgens de jeugdopleiding van VVV-Venlo. In de voorbereiding op het seizoen 2018/19 werd de aanvaller overgeheveld naar de selectie van het eerste elftal. De destijds 17-jarige Roemer maakte op 25 september 2018 zijn debuut namens VVV in een officiële wedstrijd, als invaller voor Patrick Joosten tijdens een met 0-3 gewonnen bekerduel bij Westlandia. Op 18 april 2019 tekende hij een amateurcontract bij VVV. Een jaar later tekende Roemer er een tweejarig profcontract met een optie voor nog een jaar. Hij maakte op 24 oktober 2020 zijn eredivisiedebuut, als invaller in de tweede helft tijdens de met 0-13 verloren thuiswedstrijd tegen Ajax. Op 31 juli 2021 kreeg hij de Jan Klaassens Award uitgereikt, de jaarlijkse prijs voor het grootste talent uit de Venlose jeugdopleiding. Het seizoen 2021/22 betekende de doorbraak van Roemer als basisspeler. Op 30 november 2021 brak VVV zijn aflopende contract open dat met nog eens twee jaar werd verlengd tot de zomer van 2024, met een eenzijdige optie tot verlenging met nog een jaar. Het daaropvolgende seizoen kreeg Roemer onder de nieuwe trainer Rick Kruys echter steeds minder speeltijd. Op 3 juli 2023 maakte VVV-Venlo bekend met de aanvaller tot overeenstemming te zijn gekomen over de ontbinding van zijn contract. Een dag later tekende hij een tweejarig contract met een optie voor nog een jaar bij F91 Dudelange. Na een half jaar liet Roemer zijn contract in Luxemburg alweer ontbinden en tekende hij in Roemenië een contract bij het in degradatienood verkerende FC Voluntari. Na afloop van het seizoen keerde Roemer terug naar Nederland waar hij in augustus op amateurbasis aansloot bij VVV-Venlo. De aanvaller kon met acht invalbeurten zijn stempel niet drukken op het team. Vier maanden later verruilde hij VVV voor FC Esperanza Pelt dat in België uitkomt op het vierde niveau.

## Clubstatistieken
| 2018/19                               | VVV-Venlo      | Eredivisie        | 0  | 0 | 1  | 0 | — | — | 1  | 0 |
| 2019/20                               | VVV-Venlo      | Eredivisie        | 0  | 0 | 0  | 0 | — | — | 0  | 0 |
| 2020/21                               | VVV-Venlo      | Eredivisie        | 15 | 0 | 2  | 0 | — | — | 17 | 0 |
| 2021/22                               | VVV-Venlo      | Eerste divisie    | 37 | 2 | 1  | 0 | — | — | 38 | 2 |
| 2022/23                               | VVV-Venlo      | Eerste divisie    | 12 | 0 | 2  | 0 | 0 | 0 | 14 | 0 |
| 2023/24                               | F91 Dudelange  | Nationaldivisioun | 8  | 0 | 2  | 0 | 3 | 1 | 13 | 1 |
| 2023/24                               | FC Voluntari   | Liga 1            | 0  | 0 | 2  | 0 | 0 | 0 | 2  | 0 |
| 2024/25                               | VVV-Venlo      | Eerste divisie    | 8  | 0 | 0  | 0 | — | — | 8  | 0 |
| 2024/25                               | Esperanza Pelt | Tweede afdeling   | 3  | 0 | 0  | 0 | — | — | 3  | 0 |
| Totaal                                | Totaal         | Totaal            | 83 | 2 | 10 | 0 | 3 | 1 | 96 | 3 |
| Bijgewerkt tot en met 7 februari 2025 |                |                   |    |   |    |   |   |   |    |   |

1Overige wedstrijden, te weten Conference League en play-off.